# Marian Rytka
Marian Rytka (ur. 10 sierpnia 1914 w Warszawie, zm. 5 grudnia 1942 w Northwood) – porucznik pilot Wojska Polskiego, kawaler Virtuti Militari.

## Życiorys
Pochodził z robotniczej rodziny Ignacego i Heleny z domu Onoszko, miał dwie siostry. Ukończył szkołę powszechną, następnie rozpoczął naukę w zawodowej szkole technicznej im. Stanisława Konarskiego w Warszawie. Po jej ukończeniu w 1932 roku rozpoczął pracę zawodową w zakładach RWD, przechodził szkolenie szybowcowe w Pabianicach. W 1935 roku został powołany do odbycia zasadniczej służby wojskowej, otrzymał przydział do 1. pułku lotniczego w Warszawie. Od 1 maja do 31 sierpnia 1936 roku przechodził podstawowy kurs pilotażu. 10 sierpnia 1937 roku ukończył w eskadrze treningowej 1. pl kurs ślepego pilotażu. Od 16 sierpnia do 15 listopada 1937 roku odbywał kurs strzelania z samolotów myśliwskich w Szkole Pilotażu podległej Lotniczej Szkole Strzelania i Bombardowania w Grudziądzu. Po ukończeniu służby zasadniczej pozostał w służbie nadterminowej: służył w 113 Eskadrze Myśliwskiej, a następnie został przeniesiony do 114 Eskadry Myśliwskiej, gdzie ukończył kurs wyszkolenia wstępnego pilotażu myśliwskiego. 8 października 1938 roku zakończył służbę nadterminową i został przeniesiony do rezerwy z prawem do wykonywania ochotniczych lotów ćwiczebnych na samolotach 1. pl. W okresie luty–marzec 1939 roku ukończył w Ułężu Wyższy Kurs Pilotażu dla cywilnych instruktorów pilotów i przydzielono go jako instruktora pilota kontraktowego do Szkoły Podoficerów Lotnictwa dla Małoletnich w Krośnie. W 1939 roku został zatrudniony jako kontraktowy pilot-instruktor w Szkole Podchorążych Rezerwy Lotnictwa w Radomiu-Sadkowie.
W sierpniu 1939 roku został zmobilizowany, po wybuchu II wojny światowej, wraz ze szkołą, ewakuowany przez Rumunię, Jugosławię i Włochy do Francji, gdzie ostatecznie dotarł w październiku 1939. Zgłosił się do służby w Polskich Siłach Zbrojnych, trafił na kurs Szkoły Podchorążych Piechoty Rezerwy w Coëtquidan, który ukończył 12 kwietnia 1940 roku. W bazie Lyon-Bron rozpoczął kurs pilotażu francuskich myśliwców Morane-Saulnier MS.406. Wziął udział w walkach w składzie francuskiego dywizjonu myśliwskiego GC III/10, w kluczu dowodzonym przez Aleksandra Gabszewicza. Z chwilą zakończenia działań wojennych przeleciał do portu Bergerac, skąd 21 czerwca został ewakuowany do Wielkiej Brytanii.
Trafił do Polskiej Bazy Lotniczej w Blackpool. Zgłosił się do służby w Polskich Siłach Powietrznych, otrzymał numer służbowy RAF 782540 (zmieniony później na P-1574). 19 września został skierowany na stację RAF Salisbury, a 26 września na Stację RAF Boscombe Down, gdzie przeszedł przeszkolenie w pilotażu samolotów Hawker Hurricane. Po zakończeniu szkolenia 17 października 1940 roku został przydzielony do 303 dywizjonu myśliwskiego, 27 października został przeniesiony do 302 dywizjonu myśliwskiego. W jego składzie brał udział w schyłkowej fazie bitwy o Anglię, zestrzelił Messerschmitta Bf 110. 12 kwietnia 1941 roku odnalazł na wodach Kanału La Manche zestrzelonego Zdzisława Henneberga, jednak awaria radiostacji uniemożliwiła naprowadzenie na niego łodzi ratunkowej.
8 maja 1941 roku podczas walki powietrznej w rejonie Asford uzyskał prawdopodobne zestrzelenie Messerschmitta Bf 109. 21 maja 1941 roku został zestrzelony nad południową Francją podczas lotu na osłonę bombowców atakujących cele naziemne. Udało mu się uniknąć niewoli i przy pomocy francuskiego ruchu oporu 15 sierpnia 1941 roku powrócił do macierzystej jednostki. Był pierwszym polskim lotnikiem, który wydostał się z okupowanej Francji i powrócił do Wielkiej Brytanii. Przeszedł przeszkolenie na nowych typach maszyn, od listopada 1941 roku latał na Supermarine Spitfire Mk V na loty ofensywne nad Francję i Belgię oraz na osłonę konwojów morskich. 30 grudnia 1941 roku nad Brestem zestrzelił Messerschmitta Bf 109. 17 kwietnia, podczas ataku na Cherbourg w ramach operacji Circus 2, zestrzelił Bf 109.
5 grudnia 1942 roku, podczas oblotu wyremontowanego Supermarine Spitfire Mk VB (nr BL403), doszło do katastrofy lotniczej. W wyniku odniesionych obrażeń Rytka zmarł tego samego dnia w szpitalu w Northwood. Do momentu śmierci wykonał 117 lotów bojowych. Został pochowany na tamtejszym cmentarzu (grób H 341).

## Życie prywatne
W 1939 roku poślubił Helenę z domu Nesca.

## Ordery i odznaczenia
- Krzyż Srebrny Orderu Virtuti Militari nr 9626
- Krzyż Walecznych (trzykrotnie)[17]
- Medal Lotniczy (dwukrotnie)[12]
- Polowa Odznaka Pilota[12]
- Krzyż Kawalerski Orderu Imperium Brytyjskiego (Wielka Brytania, 1941)[12]
- Krzyż Wybitnej Służby Lotniczej (Wielka Brytania)[12]
- Medal Wybitnej Służby Lotniczej (Wielka Brytania)[17]

## Awanse
- 15 sierpnia 1942 – podporucznik
- jesień 1942 – porucznik